# 新国境橋 (国道41号)
新国境橋（しんこっきょうばし）は、岐阜県飛驒市神岡町横山と富山県富山市蟹寺を結ぶ宮川に掛かる一般国道41号の桁橋。
宮川と高原川が神通川として合流する地点の付近に位置している。

## 概要
- 左岸：富山県富山市蟹寺
- 右岸：岐阜県飛驒市神岡町横山
- 路線名：一般国道41号
- 形式：形式単純合成鈑桁橋[2]
- 橋格：1等級[2]
- 橋長：84 m[2]
- 径間：41.2 mの2径間[2]
- 幅員：8 m[2]
- 総鋼重：108 t[2]
- 橋面：鉄筋コンクリート床板17cm、アスファルト舗装（舗装厚5cm）[2]
- 橋台：重力式2基、直接基礎[2]
- 橋脚：円柱張出式1基、直接基礎[2]
- 地質：砂礫層[2]
- 照明：蛍光水銀灯2灯[2]

## 歴史
古来から籠渡しで渡河していたが、明治期に初めて橋が架けられ、1929年（昭和4年）7月に長さ39.6 m、幅員6.2 mの鋼下路ブレースドリブアーチ橋が架設され『宮川橋』もしくは『国境橋』と命名された。
現在の橋は1965年（昭和40年）5月18日に着工した。当初は1965年度末に完成させる予定であったが、同年9月17日に台風24号の影響で建設中の橋に被害が発生したことで工事が遅れ、1966年（昭和41年）8月15日に完成、同時に名称も現在のものに改称された。